# Helmut Pniociński
Helmut Pniociński (ur. 22 lutego 1944 w Chorzowie, zm. 14 czerwca 1973 w Gdańsku) – polski szczypiornista, olimpijczyk z Monachium 1972.
Do roku 1967 był zawodnikiem Floty Gdynia, a następnie Spójni Gdańsk. Grał na pozycji rozgrywającego. Trzykrotny mistrz Polski w latach 1968-1970.
Na igrzyskach w roku 1972 był członkiem drużyny, która zajęła 10. miejsce.
Zginął w wypadku samochodowym w Gdańsku w roku 1973. Pochowany na cmentarzu św. Ignacego w Gdańsku (kwatera 17).

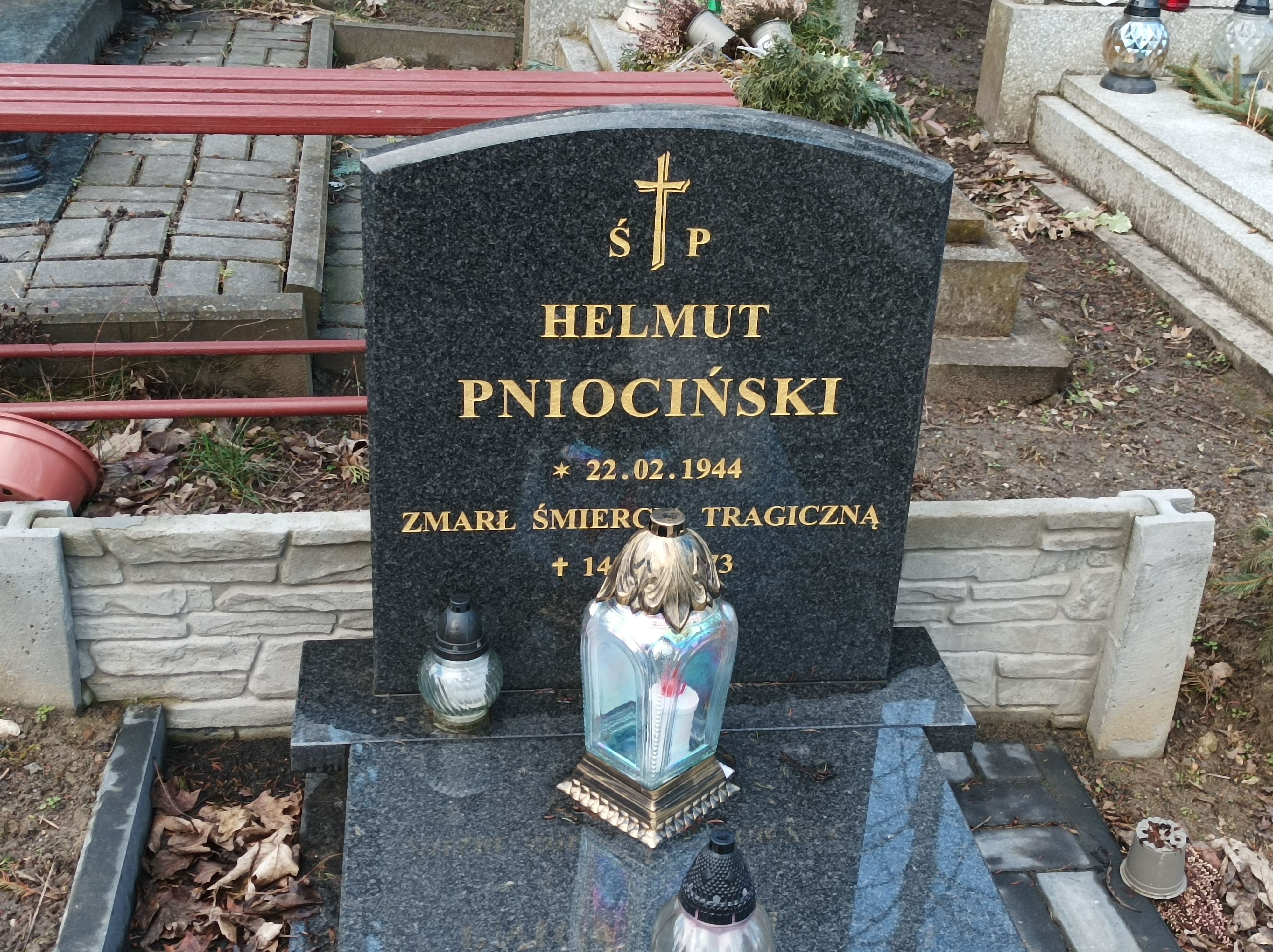
Grób Helmuta Pniocińskiego na cmentarzu św. Ignacego w Gdańsku